# Catillaria modesta
Catillaria modesta är en svampart som först beskrevs av Johannes Müller Argoviensis, och fick sitt nu gällande namn av Coppins. Catillaria modesta ingår i släktet Catillaria,  och familjen Catillariaceae.  Arten har inte påträffats i Sverige. Inga underarter finns listade.